# Avicennisme
L'Avicennisme est le nom que porte l'ensemble des doctrines philosophiques ou théologiques qui se réclament d'Avicenne.

## Avicennisme latin
Dès la fin du XIIe siècle, Jean d'Espagne traduit la logique d'Avicenne et Dominique Gundissalvi traduit le Shifat. Le premier, il subit l'influence des théories d'Avicenne sur la « procession du monde » et « l'immortalité de l'âme ». 
Au XIIIe siècle, Guillaume d'Auxerre subit son influence tout en réagissant contre l'idée que l'un ne peut sortir que de l'un. Guillaume d'Auvergne s'oppose, parmi d'autres au nécessitarisme d'Avicenne tout en intégrant l'idée de l'intellect agent. Il est l'artisan de la synthèse de l'augustinisme platonisant du XIIe siècle avec un aristotélisme repensé par Avicenne. Cette synthèse s'accentue encore avec Jean de la Rochelle qui reprend la terminologie, les théories concernant l'abstraction, la connaissance et l'expérience de pensée qu'on a rapprochée de Descartes (cogito d'Avicenne). Un peu plus tard, Henri de Gand, hors de toute influence thomiste, reste fidèle à Avicenne auquel il emprunte la notion d'essence absolue identifiée à l'Idée platonicienne et Roger Marston illustre lui aussi cet avicennisme latin avec plus ou moins d'éclat. 
Toutefois, avec la montée de l'averroïsme et la critique qu'en fait Thomas d'Aquin, le débat se recentre sur Aristote et l'influence d'Avicenne décline. Malgré cela, Avicenne est l'autorité privilégiée que Duns Scot suit sur plusieurs points : l'existence est « comme un accident de l'essence » et l'intellect humain possède une autonomie qui n'est pas liée au sensible.
À propos de l'avicennisme latin, Henry Corbin écrit : « L'avicennisme ne fructifia qu'au prix d'une altération radicale qui en changea le sens et la structure (dans cet « augustinisme avicennisant » si bien dénommé et analysé par É. Gilson). C'est dans la direction d'Albert le Grand (celle de son disciple Ulrich de Strasbourg, celle des précurseurs des mystiques rhénans) qu'il resterait à suivre les effets de l'avicennisme ».

## Avicennisme iranien
C'est dans le monde arabe et persan que l'influence d'Avicenne est le plus durable. Rémi Brague va jusqu'à affirmer, « après lui, philosopher, ce ne sera plus lire Aristote, mais lire Avicenne » (Le Point, hors-série n°5, p.12). Cette citation s'applique surtout aux philosophes perses où l'influence d'Avicenne se combine avec celle de Sohrawardi et du chiisme. Cette synthèse est cohérente, car Avicenne avait un père ismaélien et Henry Corbin a noté la concordance de la cosmologie d'Avicenne avec celle d'auteurs ismaéliens comme Hamidoddin Kermani. À ce propos, Henry Corbin voit dans Sohrawardi le véritable successeur d'Avicenne et parle d'« Avicennisme sohrawardien » et d'« avicennisme chiite ». La spécificité de cet avicennisme est la constitution d'un type de philosophie prophétique original fondé, selon Corbin sur « l'identification de l'ange de la connaissance et l'ange de la Révélation, et interprété comme deux formes d'une vocation commune, la vocation du prophète et la vocation du philosophe. » Cette vocation prophétique du philosophe avicennien est aux antipodes de la conception et du rôle de la philosophie selon l'averroïsme.
Parmi les temps forts de cet avicennisme iranien qui s'est perpétué jusqu'à nos jours, on peut distinguer :
- Le commentaire des Isharat d'Avicenne par Fakhroddîn Râzî.
- La critique approfondie que Nasir Tusi en fit dans son propre commentaire.
- La tentative d'arbitrage de Qotboddin Razi pour les départager dans son « Livre des citations à comparaître ».
- Les recherches d'Allameh Hilli sur les Isharat et le Shifa prolongent et approfondissent celles de son maître Nasir Tusi.

Le renouveau de l'avicennisme sohrawardien se produit lors de l'essor de l'École d'Ispahan, au début du XVIe siècle.
citons, entre autres ;
- « La clef du Shifa » de Sayyed Ahmad Alawi, élève et gendre de Mir Damad, se réfère a la « philosophie orientale » d'Avicenne.
- Les études de Mir Fendereski sur le Shifa et les Isharat.
- Les œuvres de Mir Damad, offrent la synthèse achevée de l'avicennisme iranien et sohrawardien avec le chiisme duodécimain.
- Le commentaire du Shifa de Molla Sadra Shirazi, annonce sa réforme de la métaphysique.
- Le commentaire de Molla Abdorrazaq Lahiji, beaufrère de Molla Mohsen (disciple de Sadra).

Enfin, l'influence d'Avicenne s'exerce en Andalousie. Elle est prépondérante chez Ibn Tufayl, mais concerne la plupart des philosophes arabo-andalous.